# Santo Stefano Protomartire
Santo Stefano Protomartire, även benämnd Santo Stefano Protomartire a Tuscolano, är en kyrkobyggnad i Rom, helgad åt den helige protomartyren Stefanos. Kyrkan är belägen vid Via di Torre del Fiscale i quartiere Tuscolano och tillhör församlingen Santo Stefano Protomartire.
Kyrkan förestås av stiftspräster.

## Historia
Kyrkan uppfördes åren 1954–1955 efter ritningar av arkitekten Mario Bruno. Fasaden har en framställning av den helige Stefanos stenande. Bakom högaltaret hänger ett krucifix. I interiören finns även en staty i keramik som föreställer den helige Stefanos.

## Kommunikationer
- Tunnelbanestation Porta Furba – Roms tunnelbana, linje
- Busshållplats Torre Del Fiscale – Roms bussnät, linje 663